# Tupelo (Oklahoma)
Tupelo – miasto w Stanach Zjednoczonych, w stanie Oklahoma, w hrabstwie Coal.